# 法蒂克恰阿里乌帕齐拉
法蒂克恰阿里乌帕齐拉（英語：Fatikchhari Upazila）是孟加拉国吉大港专区吉大港县的一个乌帕齐拉。

## 地理
法蒂克恰阿里乌帕齐拉是孟加拉国最大的乌帕齐拉之一。